# UFC 87
UFC 87: Seek and Destroy foi um evento de artes marciais mistas promovido pelo Ultimate Fighting Championship, ocorrido em 9 de agosto de 2008 no Target Center em Minneapolis, Minnesota. Teve como luta principal o confronto entre Georges St. Pierre e Jon Fitch valendo o Cinturão Meio-Médio do UFC.

## Resultados
Nota 1 Pelo Cinturão Meio-Médio do UFC.

## Bônus da Noite
- Luta da Noite:  Georges St. Pierre vs.  Jon Fitch
- Nocaute da Noite:  Rob Emerson
- Finalização da Noite:  Demian Maia

## Ligações Externas
- Página oficial

1. ↑  Nota 1